# Fusion (musik)
Fusion (uttal: ['fju:ʒn]), fusionsjazz, är blandform av olika musikgenrer, där resultatet har kopplingar till modern jazz. Musikstilen och begreppet ses ibland som synonymt med jazzrock (en blandning av jazz och rock). Musiken har där tagit upp stildrag från olika sorters rhythm & blues-baserade populärmusikgenrer, inklusive soul och funk.

## Varianter och exempel
Ibland talas om fusion även om andra typer av blandmusikstilar, utan direkt koppling till jazz. Då kan musiken hämta inspiration bland annat från världsmusik eller etno.
Exempel på artister inom fusion är Herbie Hancock, Miles Davis, Mahavishnu Orchestra, Weather Report, Clazziquai, Return To Forever och Allan Holdsworth. Ett annat exempel är rockmusikern Jeff Beck, vars musik blandade en stor mängd musikstilar.

## Historik

### Jazzrock
I slutet av 1960-talet skapades i USA grunderna för hybridstilen jazzrock av bland andra Gary Burton–Larry Coryell och gruppen Dreams.
Andra tidiga artister inom denna blandning av jazz och rock inkluderade Cannonball Adderley. Fusionen började även införa elektriska instrument inom jazzen, till exempel elgitarr, elbas, elpianon som Rhodes och (senare) synthesizers som Minimoog.
I frontlinjen för utvecklingen befann sig Miles Davis, inte minst efter den uppmärksammade och banbrytande LP:n Bitches Brew (1969). Den innehåller ett antal typiska stildrag för musikstilen, inklusive tonvikten på elektronisk förstärkning, användandet av en mängd olika elektriska instrument och en blandning av studioeffekter. Där finns också en stor användning av rockrytmer som basen för improviserade jazzsolon. Utvecklingen mot fullfjädrad fusion inleddes hos Davis dock tidigare, och ibland ses In a Silent Way från tidigare under 1969 som Davis första fusionalbum. Han fortsatte utveckla denna typ av musik till åtminstone 1975.
Frank Zappas album Hot Rats, som släpptes i oktober 1969, kan också räknas som ett av de tidigare fusion-albumen. Ännu tidigare än både Davis och Zappa var gruppen The Free Spirits som spelade psykedelisk rock med jazzinslag på bland annat albumet Out of Sight & Sound (1966). Dock var gruppens musik inte lika utpräglad fusion som Davis och fick inte heller samma genomslagskraft som dennes. 
Samarbetet med Davis inspirerade Joe Zawinul och Wayne Shorter, Herbie Hancock, John McLaughlin och Chick Corea till att starta egna och inflytelserika jazzrockgrupper. Weather Report (1971–85), med Zawinul och Shorter som ledare, fick stor betydelse, och gruppen populariserade användningen av exotiska instrument, klanger och rytmer.
De stora åren inom denna genre var första halvan av 1970-talet. Då släppte även grupper som Colosseum, Soft Machine, Chicago, Chase, Blood, Sweat & Tears, Ides of March, Light House, Mahavishnu Orchestra, Return to Forever, Headhunters och Tony Williams Lifetime släppte ett antal inflytelserika och framgångsrika album.

### Fusion och crossover
I mitten av 1970-talet började termen fusion användas i stället för jazzrock. Detta skedde parallellt med grupplanseringar i olika länder, och i Sverige grundades den för genren viktiga gruppen Egba.
Via den allt större populariteten av den här typen av musik följde ytterligare omkategoriseringar av musiken, inklusive som crossover. Denna stil karaktäriseras av en stilblandning av multikulturellt slag, mindre improvisationsutrymme och en klangbild à la populärmusik. Datoriserad studioteknik – inklusive trummaskiner – kom här till stor användning.
Ovanstående kommersiella trend fortsatte under 1990-talet, via grupper som Spyro Gyra. Gränserna mellan genrerna har med tiden fortsatt att överskridas på olika håll, med en mängd samarbeten mellan jazzmusiker, hiphopartister, diskjockeyer, rappare och artister inom housemusik.

## Kända fusionutövare
- Roy Ayers
- George Benson
- The Blackbyrds
- Larry Carlton
- Noman Conners
- Chick Corea
- Dirty Loops
- The Crusaders
- Return to Forever
- Miles Davis
- Kenny G
- Herbie Hancock
- Hawk On Flight
- Scott Henderson
- Allan Holdsworth
- Bob James
- Keith Jarrett
- Quincy Jones
- Earl Klugh
- Ronnie Laws
- Jeff Lorber Fusion
- Mahavishnu Orchestra
- Al Di Meola
- Mezzoforte
- Lee Ritenour
- Tony Williams
- Tony Williams Lifetime
- Joe Sample
- David Sanborn
- Tom Scott
- Lonnie Liston Smith
- Spyro Gyra
- Mats/Morgan
- Magnus Rosén
- Grover Washington Jr.
- Weather Report